# Kiryat Bialik
Kiryat Bialik (tiếng Hebrew: קריית ביאליק, tiếng Ả Rập: كريات بياليك) là một thành phố Israel. Thành phố thuộc quận Haifa. Thành phố có diện tích 8,178 km2, dân số năm 2009 là 37.300 người.